# Brandsheide
Brandsheide ist ein Ort in der Gemeinde Lindlar, Oberbergischer Kreis im Regierungsbezirk Köln in Nordrhein-Westfalen (Deutschland). 

## Lage und Beschreibung
Brandsheide liegt im Südwesten von Lindlar. Nordwestlich der Ortschaft fließt der Lennefer Bach vorbei. Die Nachbarorte sind Oberfrielinghausen, Rehbach und Wüstenhof.

## Geschichte
1825 ist der Ort in der Karte Topographische Aufnahme der Rheinlande auf umgrenztem Hofraum mit einem Gebäudegrundriss verzeichnet. Die Preußische Uraufnahme von 1845 zeigt den Wohnplatz unter dem Namen Brandsheide. Ab der Preußischen Neuaufnahme von 1892 ist der Ort auf Messtischblättern regelmäßig als Brandsheide verzeichnet.
1822 lebten fünf Menschen im als Haus kategorisierten und Brandscheidt bezeichneten Ort, der nach dem Zusammenbruch der napoleonischen Administration und deren Ablösung zur Gemeinde Hohkeppel der Bürgermeisterei Engelskirchen im Kreis Wipperfürth gehörte. Für das Jahr 1830 werden für den als Brandscheid bezeichneten Ort zusammen mit Berghausen, Fuhs und Herkenhain 43 Einwohner angegeben.
Der 1845 laut der Uebersicht des Regierungs-Bezirks Cöln als isoliertes Haus kategorisierte und Brandsheide bezeichnete Ort hatte dieser Zeit keine Einwohner. Die Gemeinde- und Gutbezirksstatistik der Rheinprovinz führt Brandtsheide 1871 mit ein Wohnhaus und zwei Einwohnern auf.
Im Gemeindelexikon für die Provinz Rheinland von 1888 werden für Brandsheide ein Wohnhaus mit vier Einwohnern angegeben. 1895 besitzt der Ort ein Wohnhause mit sieben Einwohnern, 1905 werden ein Wohnhaus und zehn Einwohner angegeben.
Aufgrund § 10 und § 14 des Köln-Gesetzes wurde 1975 die Gemeinde Hohkeppel aufgelöst und umfangreiche Teile in Lindlar eingemeindet. Darunter auch Brandsheide.

## Busverbindungen
Über die in Oberfrielinghausen gelegene Bushaltestelle der Linie 398 ist Brandsheide an den öffentlichen Personennahverkehr angebunden.